# Маркетендер
Маркетендер је био ситни трговац који је пратио војску и снадбјевао је потрепштинама, највише храном. Александар Пишчевић у својим мемоарима пише :
Једном речју, да нисам имао пријатеље, много пута бих спавао под точковима његове карете и хранио се код маркетендера....